# Andrea Klump
Andrea Martina Klump (* 13. Mai 1957 in Wiesbaden) ist eine ehemalige deutsche Terroristin. 2004 wurde sie wegen ihrer Mitwirkung am Bombenanschlag in Budapest 1991 zu einer Gesamtfreiheitsstrafe von 12 Jahren verurteilt.

## Leben
Klump studierte von 1976 bis 1981 Völkerkunde mit Soziologie und Politikwissenschaft in Frankfurt am Main; ihr Studium schloss sie nicht ab. Im Juli 1984 tauchte sie unter.
Eigenen Angaben zufolge ging sie 1987 gemeinsam mit Christoph Seidler, Horst Ludwig Meyer, Barbara Meyer und Thomas Simon nach Syrien, wo sie in der Hauptstadt Damaskus lebte, ehe sie für ein Jahr in den Libanon verschwand. Zusammen mit Horst Ludwig Meyer hielt sie sich 1993 vorübergehend wieder in Deutschland auf. Wo sich Klump zwischen 1988 und 1995 aufgehalten hat, ist mit Ausnahme von 1993 bis heute ungeklärt.
Seit 1995 lebte sie in Wien. Dort fielen Klump und Meyer im Herbst 1999 auf, wie sie sich an mehreren Tagen in auffälliger, nicht der Jahreszeit gemäßer Kleidung immer an demselben Ort in der Nähe mehrerer Banken aufhielten, als würden sie etwas ausspionieren wollen. Hierbei wurden sie fotografiert. Ein Hinweis an die Behörden veranlasste die Polizei am 15. September 1999 zu einer Personenkontrolle, während deren Verlauf es zu einem Schusswechsel kam und Klumps Begleiter Horst Ludwig Meyer von der österreichischen Polizei erschossen wurde. Klump entledigte sich freiwillig ihrer Waffe, ließ sich festnehmen und wurde schließlich am 23. Dezember 1999 nach Deutschland ausgeliefert.
Klump galt lange Zeit als Mitglied der Rote Armee Fraktion (RAF) und wurde als solches steckbrieflich gesucht. Ermittler spekulieren, sie wäre ein mögliches Bindeglied zwischen der RAF und der Volksfront zur Befreiung Palästinas (PFLP) gewesen. Eine Mitgliedschaft in der RAF konnte ihr jedoch nicht nachgewiesen werden. Daher wurde der Vorwurf der Mitgliedschaft in einer terroristischen Vereinigung nach § 129a StGB gegen sie gemäß § 154a StPO eingestellt.
Klump wurde wegen des tödlichen Attentats auf Alfred Herrhausen von 1989 angeklagt. Die Anklage gegen sie und ihren angeblichen damaligen Komplizen Christoph Seidler konnte jedoch nicht aufrechterhalten werden, nachdem der belastende Kronzeuge seine Aussagen widerrufen hatte.

## Gerichtsurteile
2001 wurde Klump wegen eines gescheiterten Anschlages im Jahre 1988 im spanischen Rota, bei dem eine britische Familie als Geiseln genommen worden war, zu einer neunjährigen Freiheitsstrafe verurteilt. Die Auftraggeber des Anschlages sind unbekannt.
Am 28. September 2004 wurde Klump, nachdem sie ein Teilgeständnis abgelegt hatte, vom Oberlandesgericht Stuttgart wegen Beihilfe zu versuchtem Mord zu einer Gesamtfreiheitsstrafe von zwölf Jahren verurteilt. Sie hatte zugegeben, von dem Sprengstoffanschlag auf jüdische Auswanderer aus der Sowjetunion in Budapest, bei dem am 23. Dezember 1991 vier Buspassagiere leicht und zwei ungarische Polizisten schwer verletzt worden waren, gewusst zu haben. Der Anschlag sei von ihrem Lebensgefährten Horst Ludwig Meyer und einem zweiten Täter im Auftrag der palästinensischen „Bewegung für die Befreiung Jerusalems“ ausgeführt worden. Die Ermittler hatten ihr eine DNS-Spur in einer Budapester Wohnung zuordnen können, wo sie sich gemeinsam mit Meyer vor dem Anschlag aufgehalten hatte.

## Berichte
- Zwölf Jahre Haft für Andrea Klump. In: Analyse & kritik. Nr. 488, 15. Oktober 2004.